# Éngomi
Éngomi (en grec: Έγκωμη) és un jaciment arqueològic de l'edat del bronze situat a 7 km al nord de Famagusta, a la part nord-occidental de l'illa de Xipre.

## Alaixiya
La ciutat ha estat identificada pels investigadors amb Alaixiya, un topònim esmentat en fonts egípcies (cartes d'Amarna), hitites, micèniques i ugarítiques com un important subministrador de coure i situat en alguna zona de la Mediterrània oriental; tot i que alguns historiadors han suggerit que Alaixiya podria estar en el que hui és Turquia o Síria, l'opinió majoritària s'inclina per situar-la a Xipre; ara bé, encara no es pot determinar si Alaixiya feia referència a tota l'illa o només a una part. Una prova de la ubicació xipriota d'Alaixiya és la troballa d'una inscripció de culte del segle iv aC que fa referència a Apol·lo Alaixiyota. En qualsevol cas, la capital d'aquest regne fou Éngomi almenys durant algun temps.

## Història
L'assentament s'hi establí en l'edat de bronze mitjà en una badia de la costa, ara obstruïda pels sediments del riu Pedieos. Les primeres troballes daten del s. XVII ae i des del s. XVI ae fins al s. XII ae fou un important centre comercial d'exportació de coure, que es fonia ací, i mantingué forts vincles culturals amb Ugarit, ciutat de la costa de Síria. Durant la primera fase n'hi ha una forta influència egípcia, i segons Peltenburg en aquest moment Éngomi era la capital de tota Xipre, mentre que altres autors pensen que degué haver-hi una estructura política molt més fragmentada. Des del s. XIII ae creixen a la costa sud altres centres comercials, i al 1050 ae s'abandonà definitivament Éngomi després d'un terratrèmol que, amb la sedimentació de la badia, provocarà l'auge de la propera Salamina.

## Excavacions
Els germans Luigi i Alessandro Palma di Cesnola descobriren el lloc al 1870. Després de més d'una dècada de saqueig generalitzat atrets per l'alta qualitat dels aixovars de les tombes, el lloc fou excavat des del 1896 per l'arqueòleg anglés Alexander Stuart Murray per al Museu Britànic. Els objectes trobats es conserven encara en el Museu Britànic, i inclouen, entre d'altres, mostres de la fosa de bronze i l'aixovar de les prop de 100 tombes excavades que procedeixen principalment de l'època de la XVIII dinastia egípcia de finals del s. XIV i XIII ae.
Les excavacions es reprengueren al 1913 per John Myers i Menelao Markides del Museu de Xipre; el 1932-195 s'hi feu l'expedició sueca dirigida per Claude Schaeffer, que havia excavat prèviament a Ugarit, tasca que continuà entre 1946-1950; i en la dècada de 1948-1958 les excavacions foren dirigides per Porphyrios Dikaios, del departament local d'antiguitats.

### Estructures

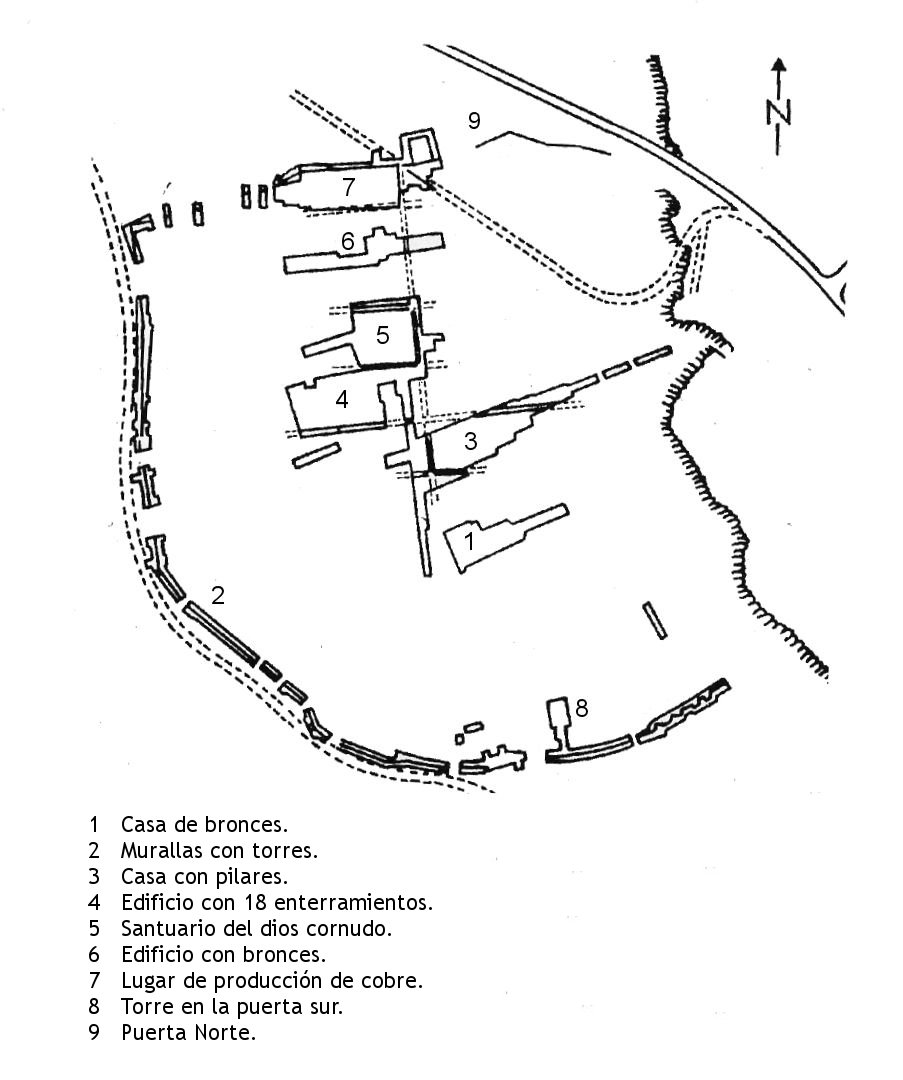
Mapa de les excavacions d'Éngomi

Encerclaren la ciutat al 1200 ae amb una muralla amb una base de grans pedres (construcció ciclòpia) de 400 m sota un mur de tova, construcció semblant a la de Palékastro a l'oest de Xipre. L'urbanism se'n caracteritza pel traçat de carrers en angle respecte a les portes de la ciutat i per un sofisticat sistema d'albellons. També hi ha un lloc de processament del coure semblant a Làrnaca, on el tractament del coure es feia en una àrea del temple. Les cases, de tova, constaven de diverses cambres al voltant d'un pati central i a sota s'enterraven els morts.
La complicada estratigrafia del jaciment s'ha resolt amb la seua divisió en quatre fases principals, que al seu torn comprenen diferents subfases:
- Nivell A: N'és la fase més antiga, amb restes escassament conservades situades directament sobre la roca mare.
- Nivell I: abasta des de començaments de l'edat del bronze i revela la destrucció de les fortificacions en dues ocasions.
- Nivell II: comprén els s. XIV-XIII ae i acaba amb la destrucció massiva del jaciment.
- Nivell III: és l'època de la colonització micènica, amb tres subetapes:
  - III A i III B: la ciutat és construïda amb deu carrers en angle recte i una plaça central pavimentada amb pedra en la carretera principal nord-sud; s'hi detecten un gran edifici (segurament una estructura palatina), tres santuaris i dotze àrees especialitzades en l'elaboració del coure. En aquest moment la ciutat es fortifica amb muralla, però finalment serà destruïda al 1125 ae en el context de les invasions dels Pobles de la mar.[3]
  - III C: és la fase final micènica, amb una població en declivi. El lloc serà abandonat definitivament després d'un terratrèmol a mitjan s. XI ae.

Les excavacions han revelat que el culte religiós està intrínsecament vinculat amb l'explotació de coure. S'han descobert tres grans santuaris; el major d'ells, el del "déu cornut", descobert per P. Dikeos, recorda prototipus orientals; el santuari on es trobà el "déu del lingot" és un edifici de planta rectangular amb una orientació est-oest, l'interior del qual queda dividit en dos ambients per un mur situat cap al centre de l'estança, davant del qual hi ha dos altars monolítics. Als murs nord i sud tenia adossats sengles bancs de tova. En el sector nord hi havia una gran quantitat de cranis de toro amb les banyes i alguns omòplats que presentaven incisions, la qual cosa constitueix una dada summament reveladora. S'ha pensat que els cranis corresponen a toros sacrificats a la deïtat, tot i que també s'hagen pogut utilitzar com a màscares pels sacerdots o hierofantes, perquè alguns en foren desproveïts de tot l'os de la part posterior.

### Troballes arqueològiques
- Déu cornut: estatueta de bronze d'una deïtat masculina trobada en un santuari d'Éngomi (s. XIII-XII ae, Xipre). Vesteix una faldeta i es cobreix el cap amb un casquet de pell d'on ixen dues grans i esmolades banyes de boví. La posició frontal, el modelatge del cos i els seus trets facials denoten una forta influència grega, però la posició dels braços remet a l'Pròxim Orient.[5][6][7]
- Déu del lingot: és una estatueta de bronze de 35 cm d'altura trobada en un altre santuari, que representa el déu dempeus vestit amb el que sembla una camisa i una espècie de faldilla, i tocat amb un casc cònic de banyes. A la mà esquerra sosté una llança en actitud amenaçadora i a la dreta un petit escut mentre que té les cames protegides per gamberes. La figura descansa sobre una base en forma de pell de toro. Es trobà en una cel·la al 1963 col·locat en posició vertical en un clot acuradament construït i associat a ceràmica del s. XII aC. És el que s'ha denominat smiting god, és a dir, el déu de la tempesta, una divinitat celeste d'origen sirianopalestí, tot i que apareix en tota una àrea afroeuroasiàtica prou extensa. Com a déu de la tempesta els seus atributs són el tro, el raig i la pluja (d'ací l'aspecte guerrer i amenaçador), i també de la força genèsica i fecundadora, per això s'identifica amb el toro (casc de banyes i pell de toro).
- Estoig de joc en què es representa una escena de caça: un personatge de tall asiàtic apunta amb l'arc des d'un carro sirià, mentre l'auriga, fuet en mà, condueix un tir ricament abillat.
- Ivori amb escena d'atac de lleó a un toro.
- Arracades en forma de bucrani.
- Moltes tauletes d'argila amb inscripcions en sil·labari xipriota i un estil.
- Copa d'argent[8] amb decoració, mitjançant la tècnica del niellat, de bucranis i flors de lotus i un mànec d'os amb incrustacions d'or, trobada a la tomba 2/7 datada del 1400 ae, que es conserva al Museu de Xipre de Nicòsia. La seua gran semblança a la copa de Dendra ha fet suposar a alguns investigadors que l'elaborà el mateix autor grec.[9]
- Tasses d'or semiesfèriques.
- Ceràmica micènica, inicialment influenciada pels productes importats de l'Argòlida i Rodes, per després facturar una ceràmica local coneguda com "Xipre-micènica" de la qual destaquen els grans craters decorats amb figures de grans dimensions, potser semblants a les pintures murals, però sota formes esquemàtiques.

Les troballes s'exhibeixen al Museu Britànic de Londres, al Museu de Xipre de Nicòsia i al Museu d'Arqueologia i icones del Monestir de Sant Bernabé, entre Salamina i Éngomi.
|  |  |  |

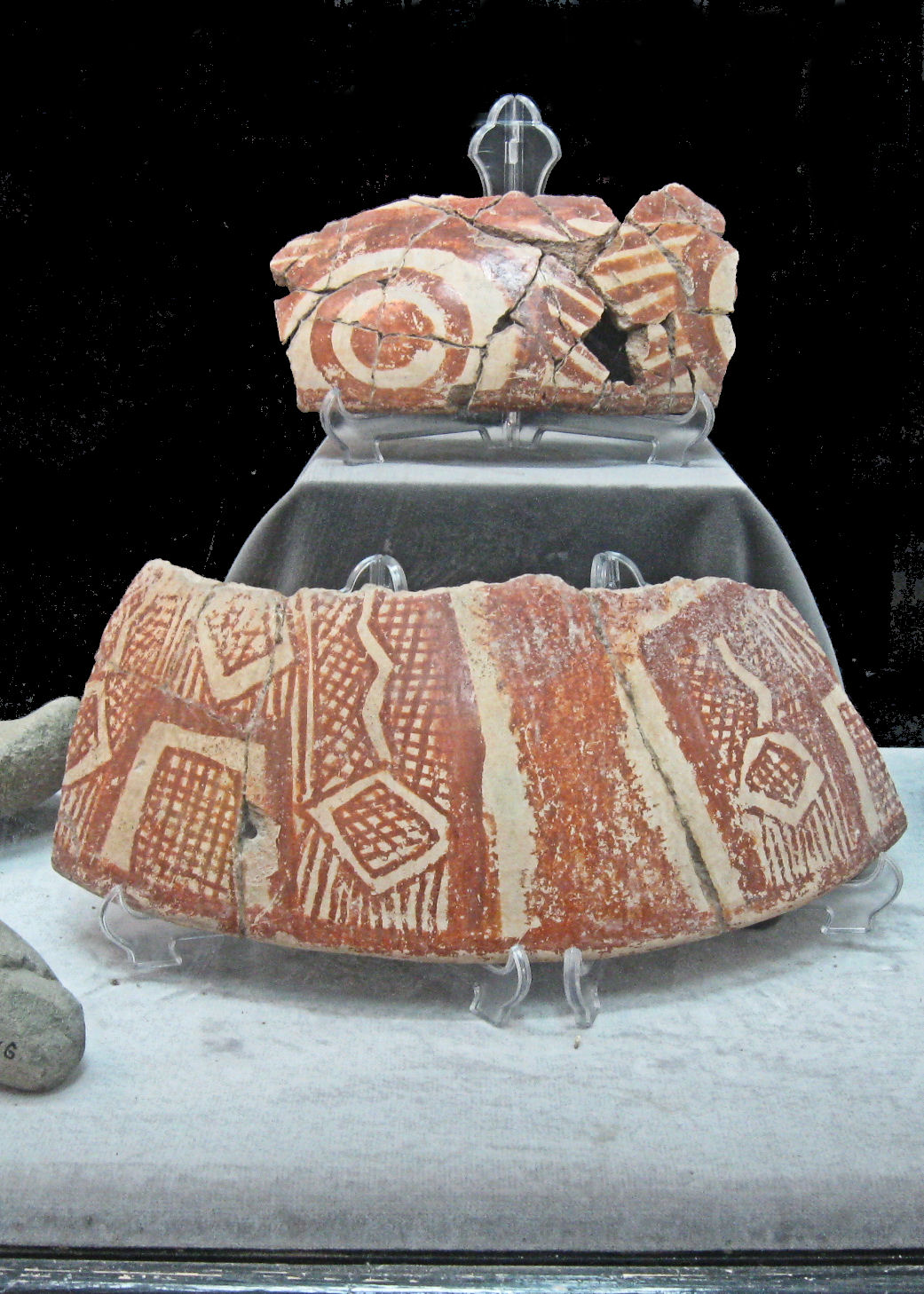
Fragments d'una tapa de píxide d'Éngomi, al voltant de 4000 a. C., Museu Arqueològic de Sant Bernabé / Salamina (Xipre)
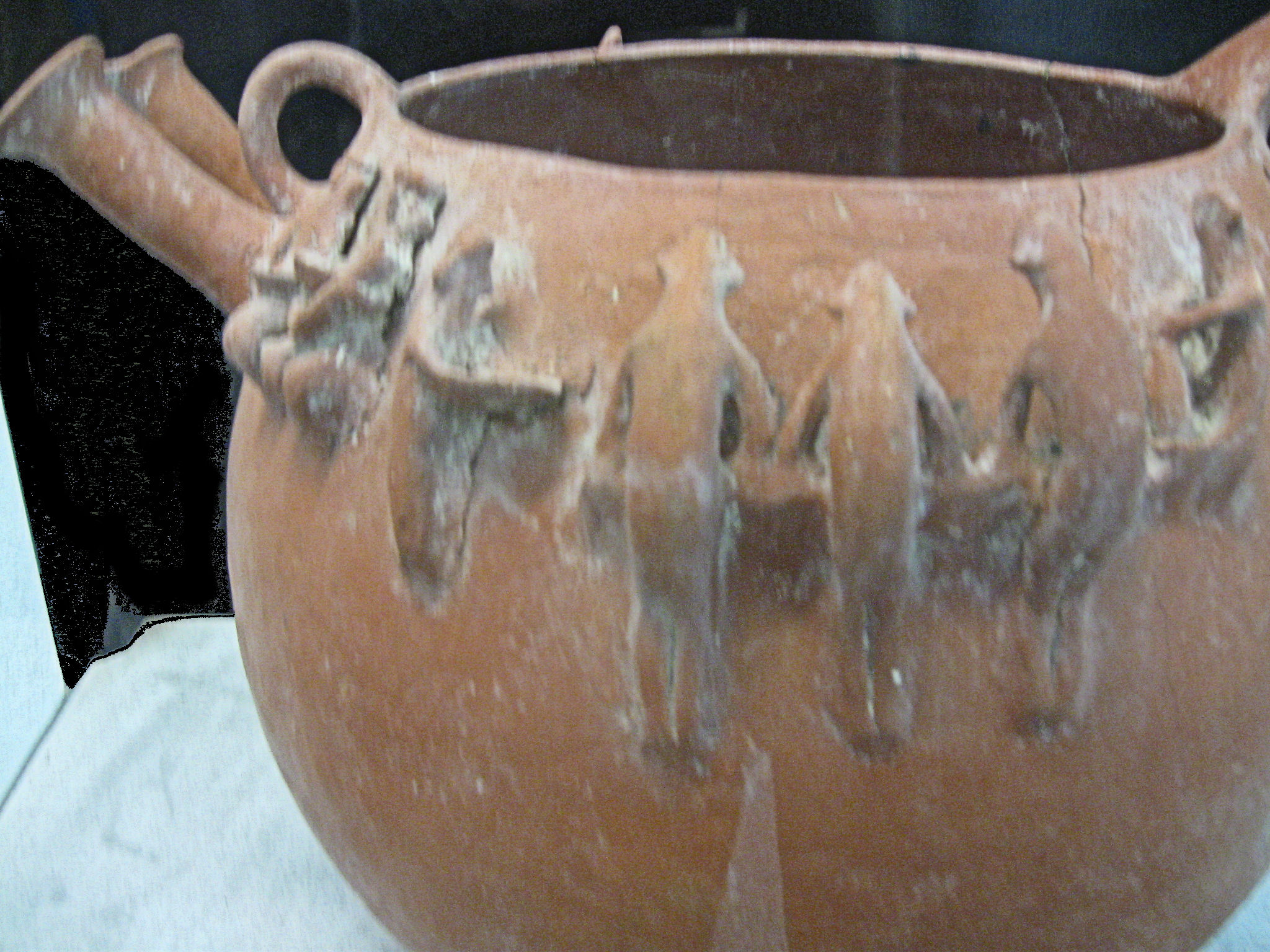
Atuell vermell polit amb decoració figurativa, 2300-2075 a. C., Museu Arqueològic de Sant Bernabé / Salamina (Xipre)
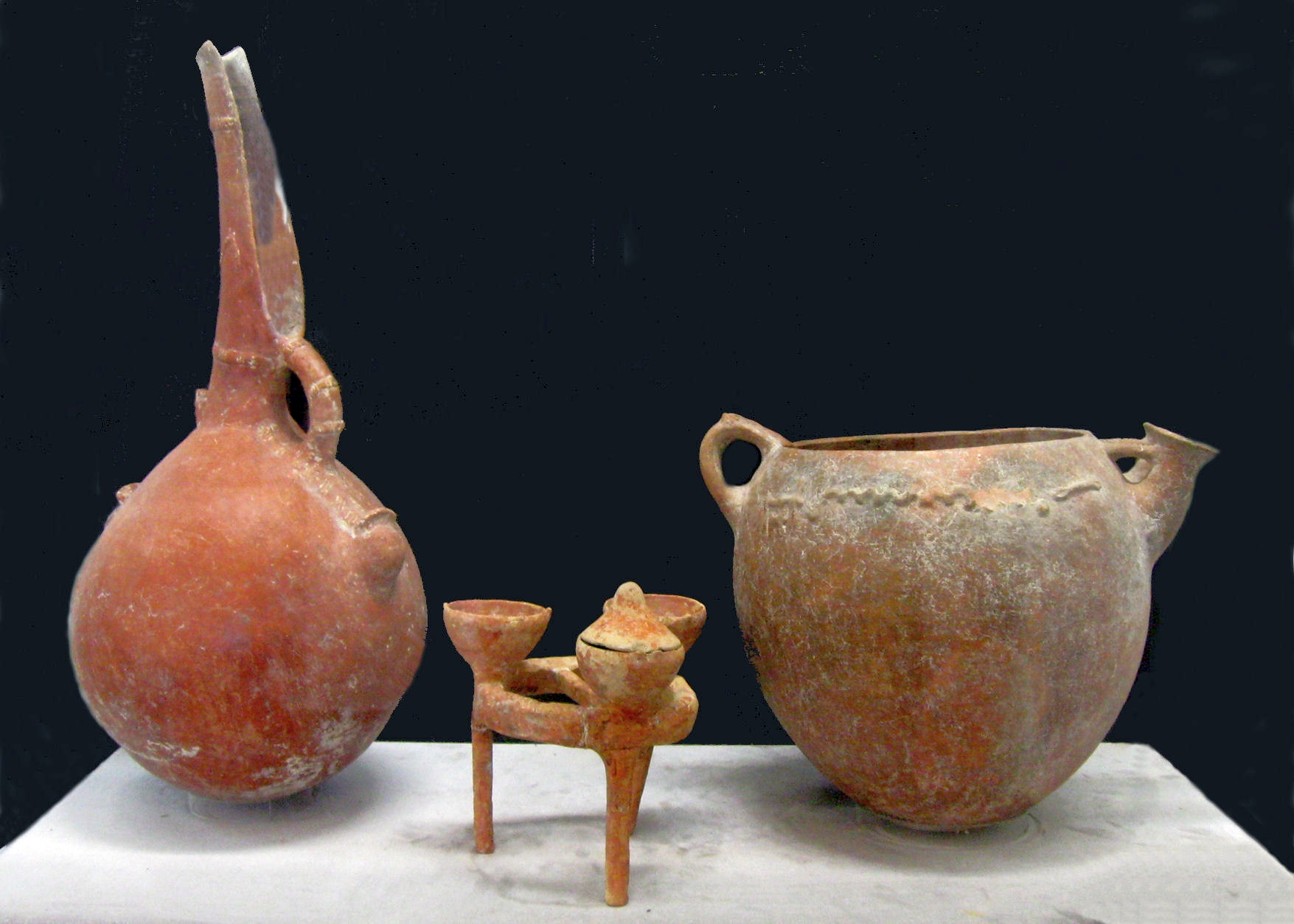
Atuells vermells polits d'Éngomi, 2300-2075 a. C., Museu Arqueològic de Sant Bernabé / Salamina (Xipre)
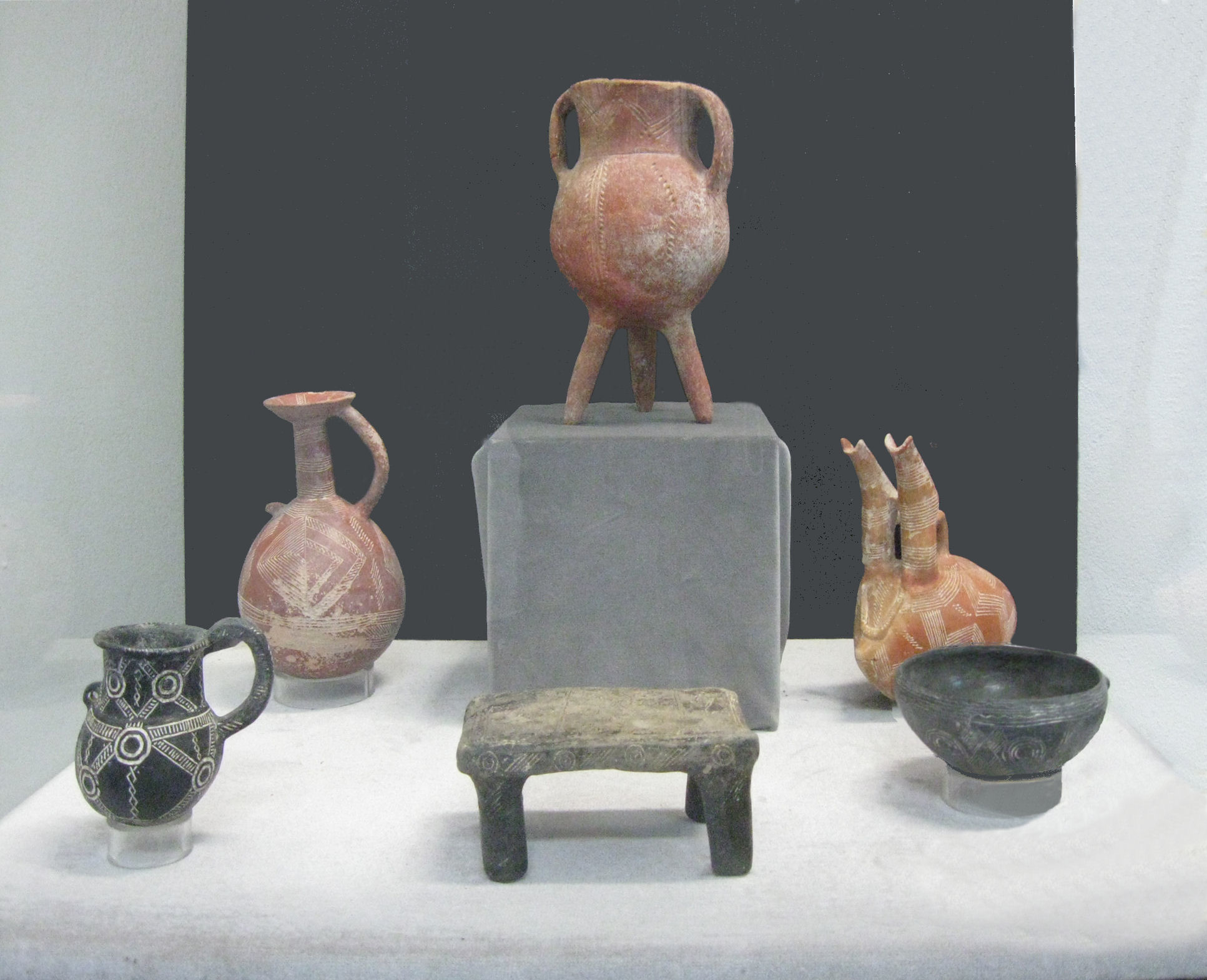
Atuells vermells i negres polides d'Éngomi, 2300-1900 a. C., Museu Arqueològic de Sant Bernabé / Salamina (Xipre)
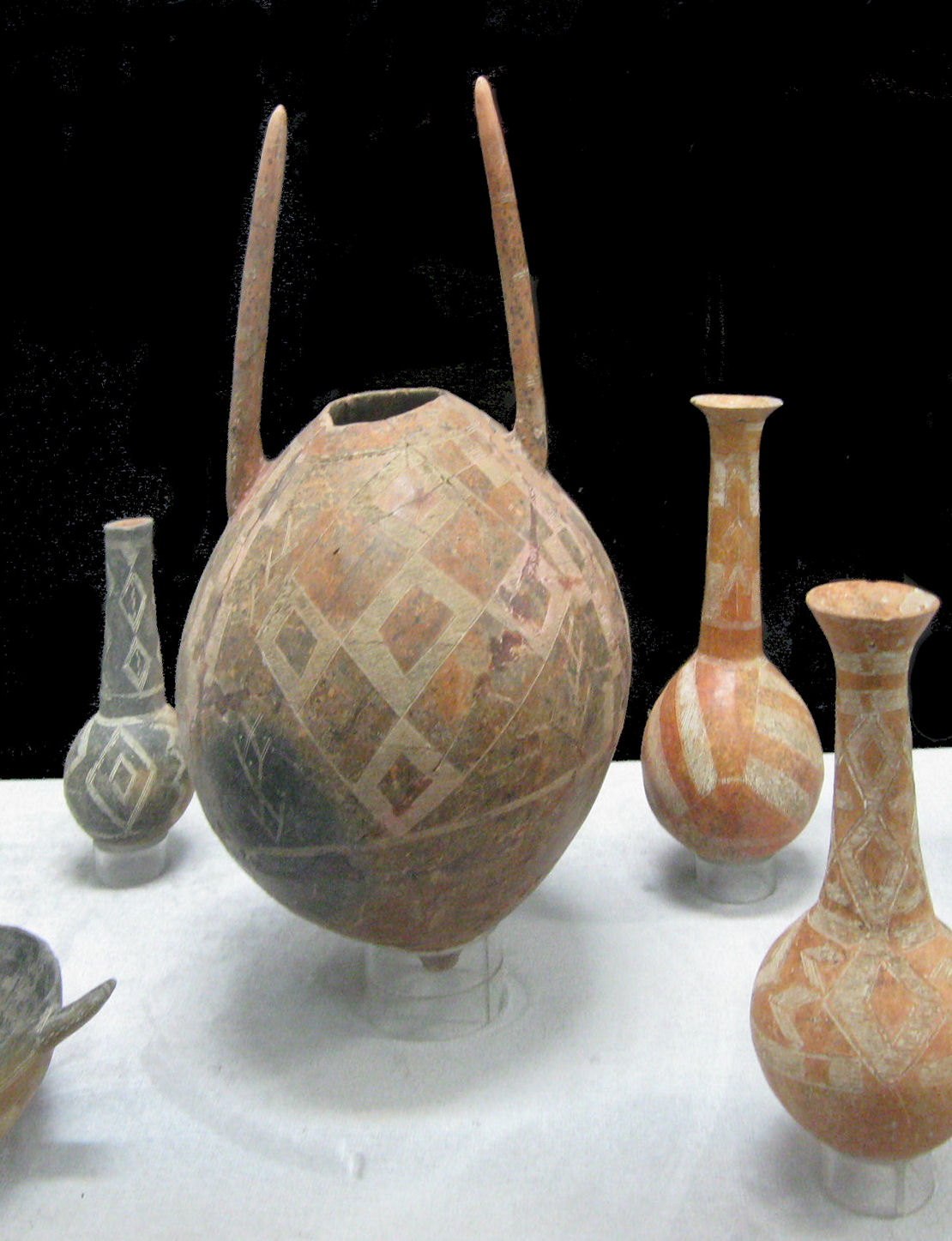
Ceràmica vermella polida d'Éngomi, 1900-1725 a. C., Museu Arqueològic de Sant Bernabé / Salamina (Xipre)
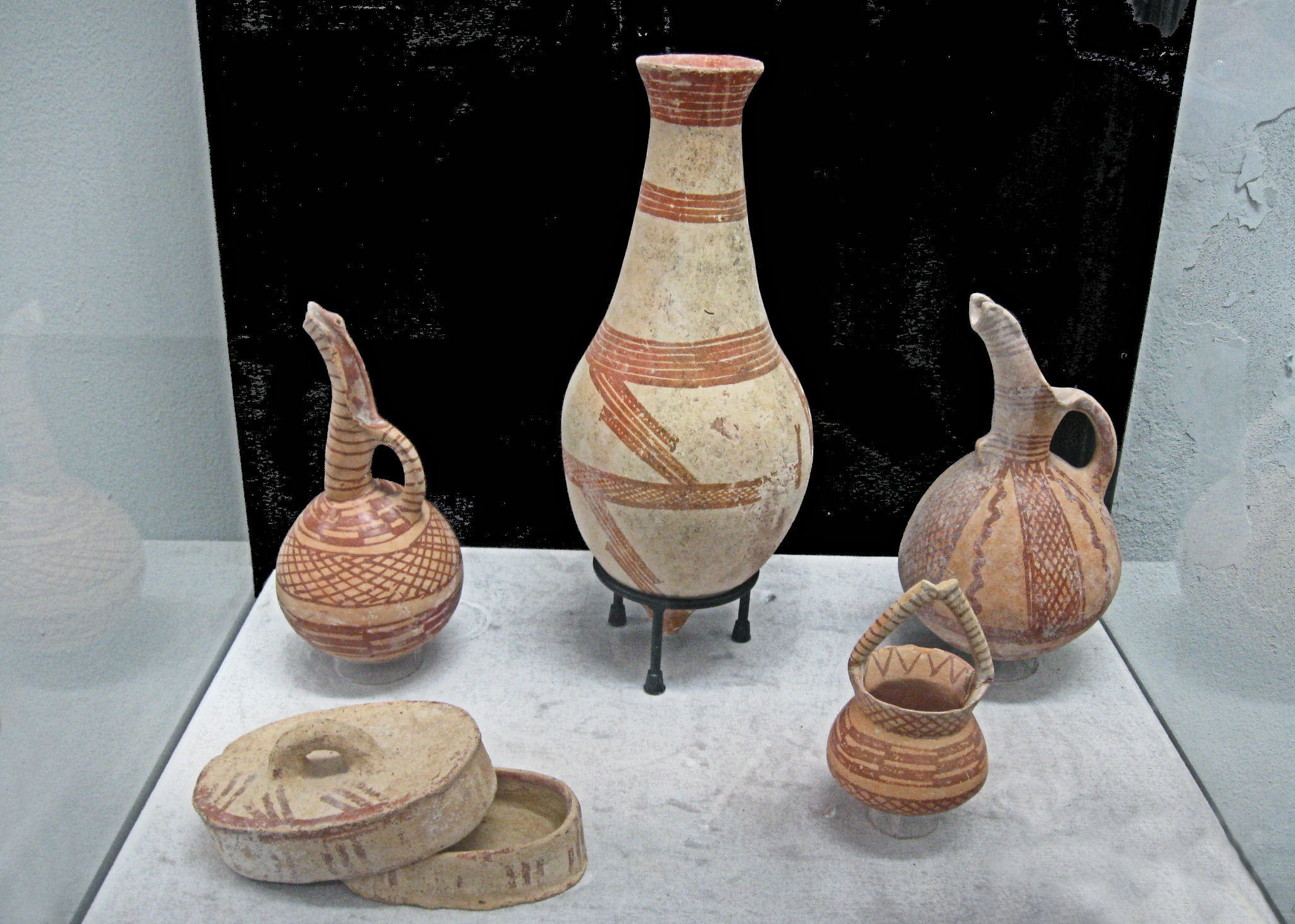
Atuells pintats de blanc d'Éngomi, 1900-1625 a. de C., Museu Arqueològic de Sant Bernabé / Salamina (Xipre)
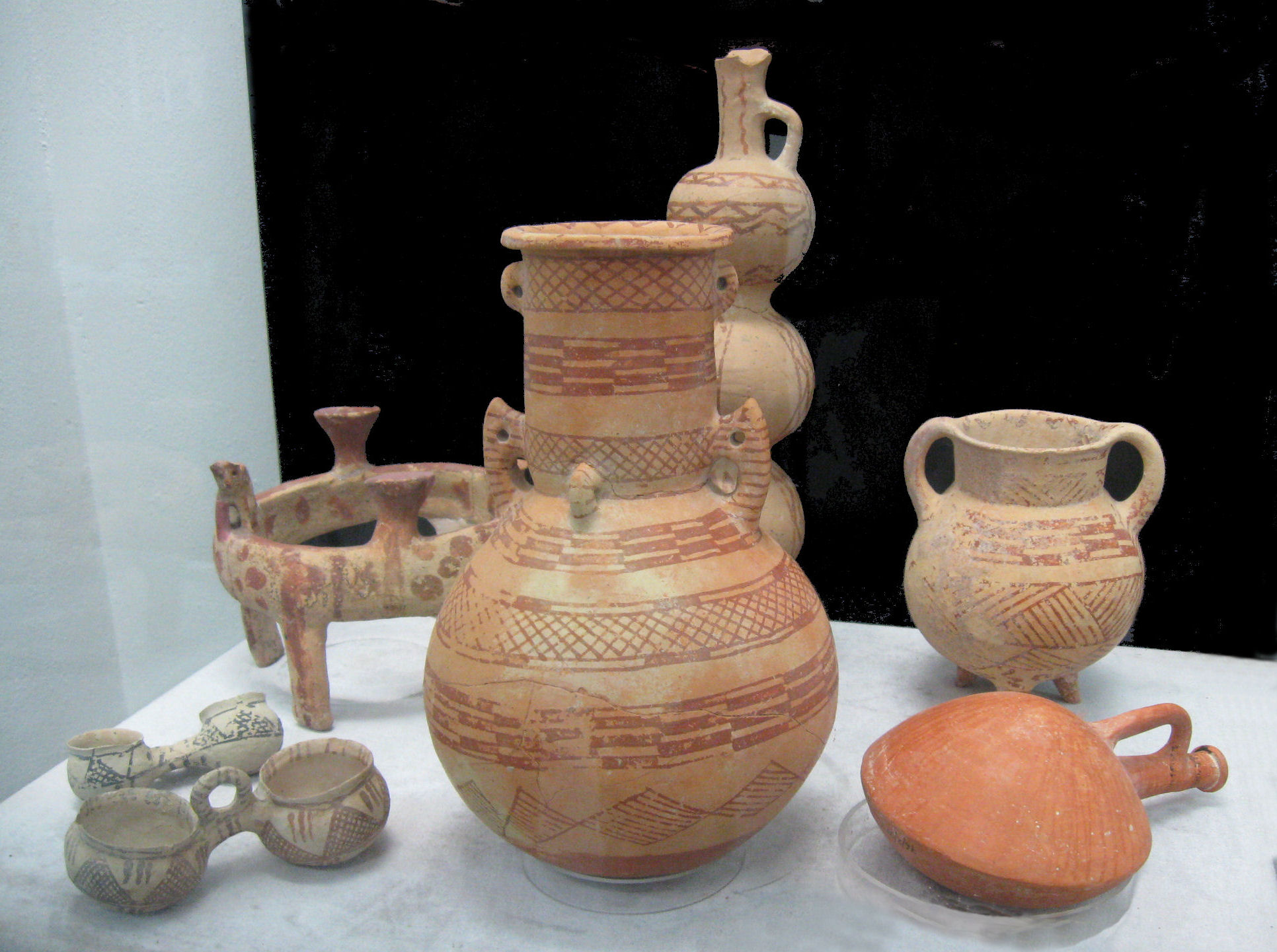
Atuells pintats de blanc d'Éngomi, 1900-1625 a. C., Museu Arqueològic de Sant Bernabé / Salamina (Xipre)

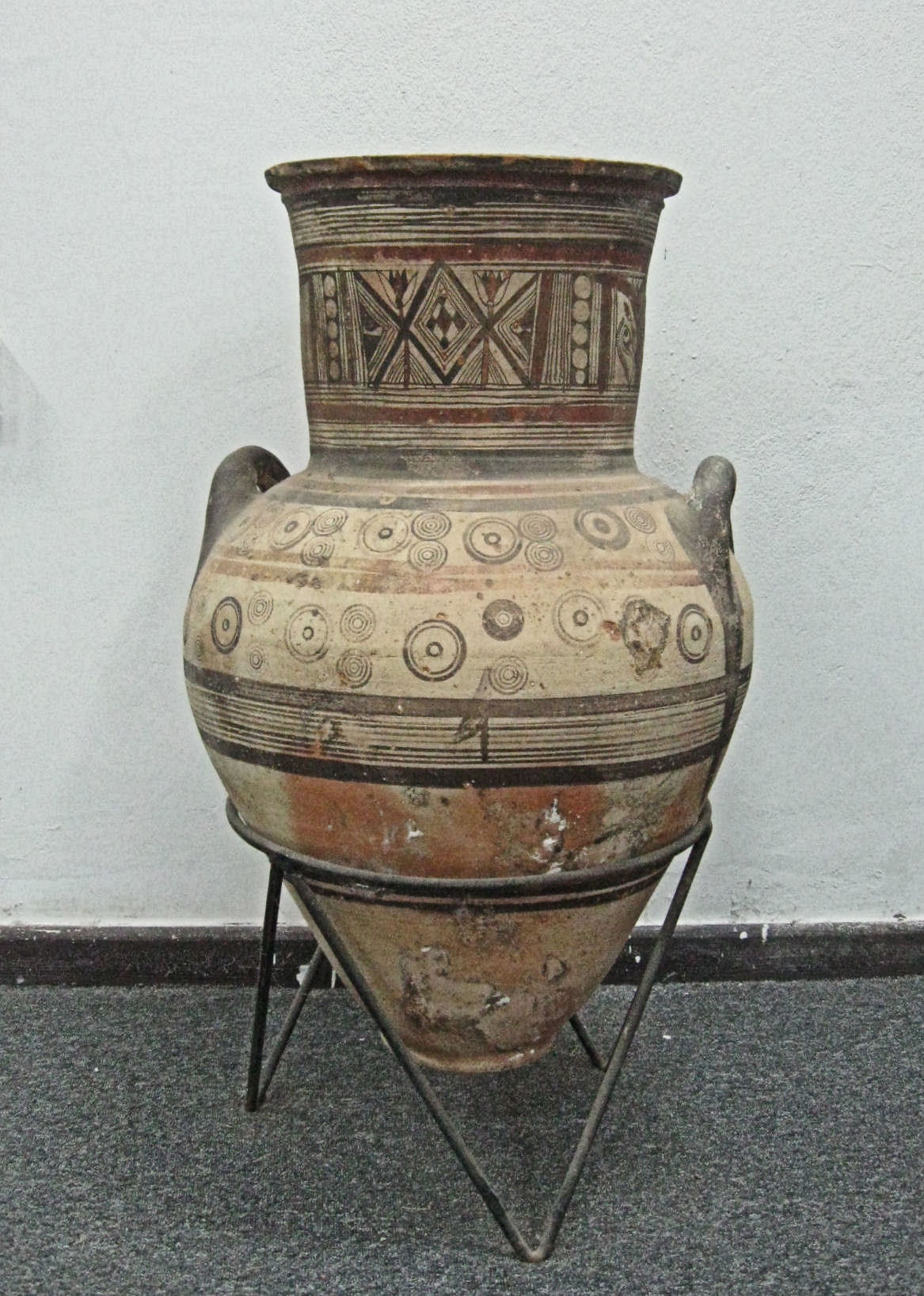
Àmfora 850-750 a. C.
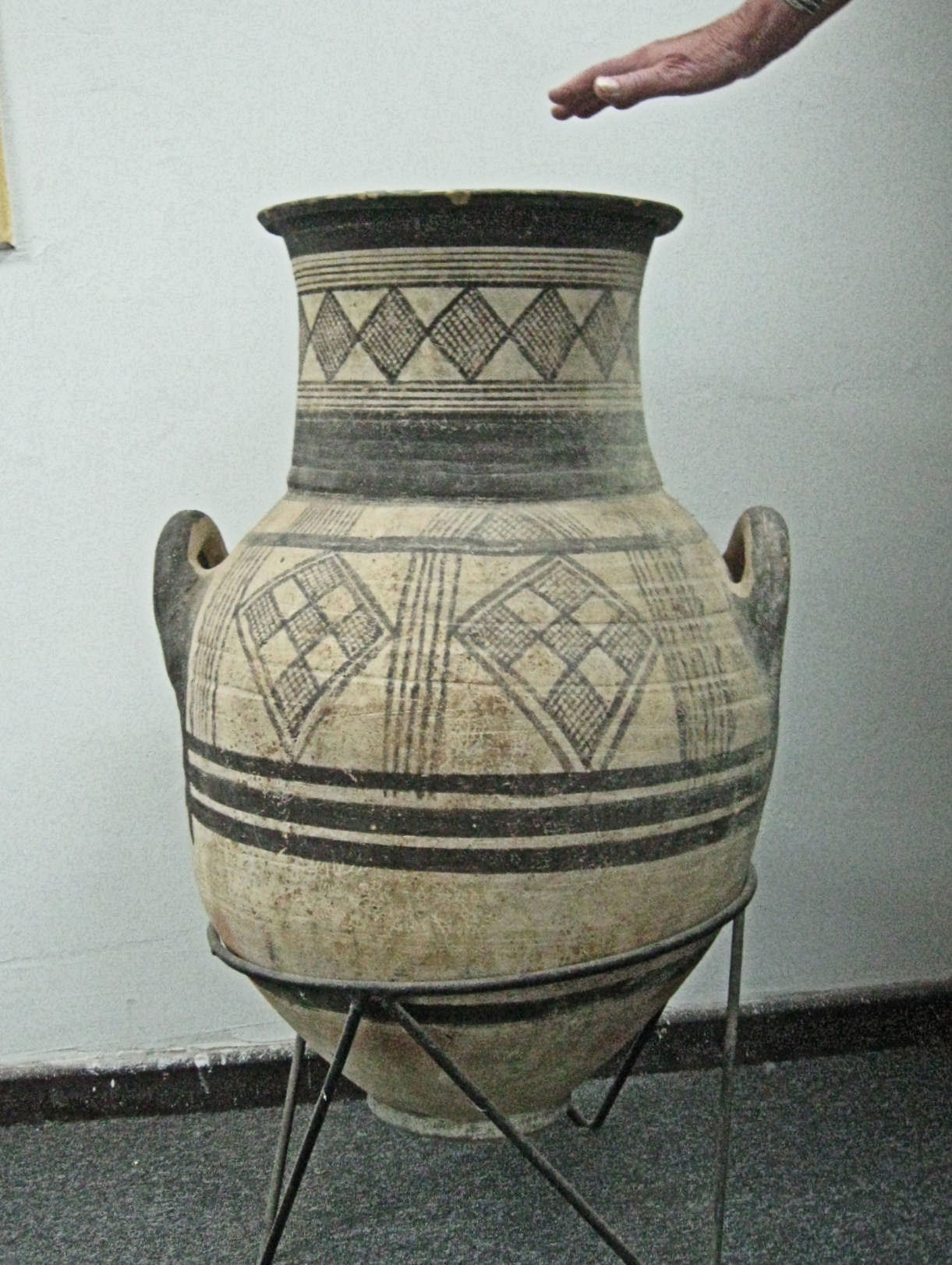
Àmfora 750-600 a. C.
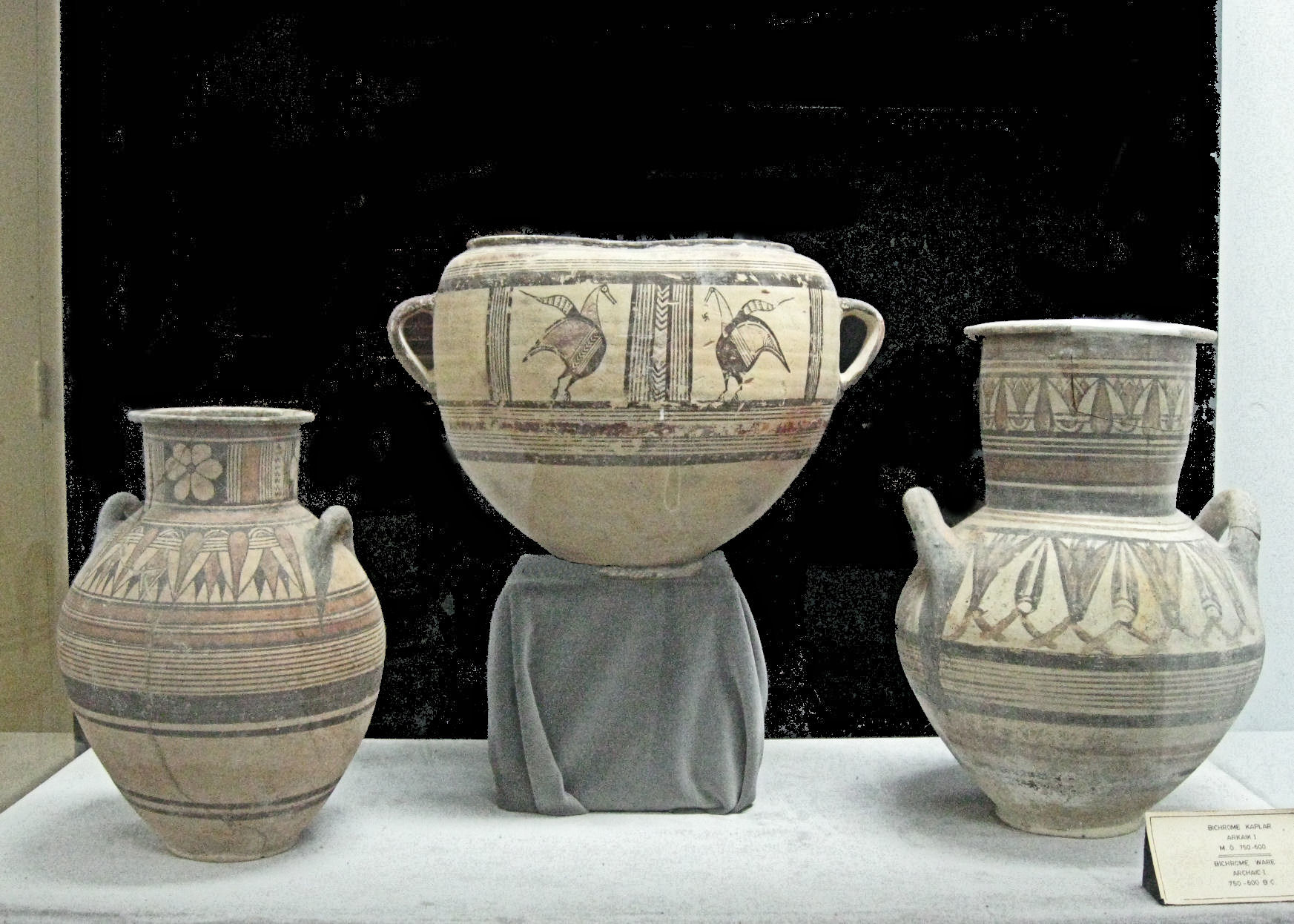
Atuells 750-650 a. C.